# Фридрих III фон Мьорс
Фридрих III фон Мьорс (на немски: Friedrich III von Mörs; † 1417/1418) е от 1372 г. до смъртта си граф на Мьорс и чрез жена си (jure uxoris) граф на Сарверден (1399 – 1417).

## Произход и брак
Той е син на граф Дитрих IV (V) фон Мьорс († 1365), господар на Дидам, и третата му съпруга Елизабет фон Зуилен, наследничка на Баер († 1372), дъщеря на Йохан фон Баер († сл. 1330) и Рихардис фон Батенбург († сл. 1360). Внук е на граф Дитрих IV фон Мьорс († 1346).
Фридрих III се жени на 1 септември 1376 г. за графиня Валбурга фон Сарверден (* пр. 1367; † 23 октомври 1418), дъщеря на граф Йохан II фон Сарверден и Клара фон Финстинген-Бракенкопф. Тя е сестра на Кьолнският архиепископ Фридрих III фон Сарверден († 1414). През 1397 г. съпругата му Валбурга наследява графството Сарверден от брат си Хайнрих II.

## Деца
Фридрих III и Валбурга имат децата:
- Фридрих IV († 1448) граф на Мьорс, женен 1392 г. за Енгелберта фон Клеве-Марк († 1458), дъщеря на Адолф III фон Марк
- Йохан I († 1431), граф на Мьорс и Сарверден, женен 1419/1420 г. за Аделхайд фон Дирсберг-Геролдсек-Лар († сл. 1440)
- Елизабет (Анна) († 1430), омъжена I. 1403 г. за Бернхард VI фон Липе († 1415), II. сл. 31 януари 1415 г. за граф Николас II фон Текленбург († 1430)
- Валрам († 1456), епископ на Утрехт и Мюнстер
- Дитрих († 1463), архиепископ на Кьолн и епископ на Падерборн
- Хайнрих († 1450), епископ на Мюнстер и Оснабрюк
- Клара († 1457), абатиса на Св. Квирин, близо до Нойс
- Валбурга († 1453), омъжена 1406 г. за Йохан III фон Хайнсберг, граф на Лоон († 1443)